# 李玉民
李玉民（1938年—）是中國的法語翻譯家，首都师范大学教授。他是法语文学作品的主要中文译者之一，曾翻譯巴黎聖母院 、悲惨世界、三劍客和基度山恩仇記等作品。 

## 生平
1963年毕业于北京大学法语专业。大学毕业后，他靠政府奖学金被派往雷恩第一大學学习。自1980年以来翻译了大约100部法语作品，其中一半的作品為李玉民首譯。2010年憑藉翻譯的法語作品《上学的烦恼》獲得傅雷翻译出版奖。